# 奧斯特巴赫河 (威悉河支流)
52°17′33.65″N 8°55′33.54″E / 52.2926806°N 8.9259833°E
奧斯特巴赫河（德語：Osterbach），是德國的河流，位於該國西部，處於北萊茵-威斯特法倫州，屬於威悉河的右支流，河道全長5.9公里，流域面積12.3平方公里。